# Tatsuo Hayashi
Hayashi Tatsuo (林 達夫); 20 novembre 1896 à Tokyo - 25 avril 1984, est un philosophe, critique littéraire et culturel japonais.
Fils de diplomate, Hayashi grandit à Seattle aux États-Unis. Il étudie la philosophie à l'Université de Kyoto auprès de Kitarō Nishida. Professeur d'histoire de la culture à l'Université Tōyō, il enseigne par ailleurs au Tsudajuku - et à l'Université Hōsei. Après la Seconde Guerre mondiale, il occupe la direction la maison d'édition Chūōkōron Shinsha. Hayashi travaille principalement dans le domaine de l'histoire de l'Occident. Il est lauréat du prix Asahi en 1972.

## Source de la traduction
- (de) Cet article est partiellement ou en totalité issu de l’article de Wikipédia en allemand intitulé « Hayashi Tatsuo » (voir la liste des auteurs).
- Notices d'autorité :   - VIAF
  - ISNI
  - IdRef
  - LCCN
  - GND
  - Japon
  - CiNii
  - Pays-Bas
  - Israël
  - Corée du Sud
  - WorldCat